# Estação Penn–North
Penn–North é uma estação metroviária da linha única do Metrô de Baltimore (linha verde).
A estação esta localizada no cruzamento das Avenidas Pennsylvania e North Avenues.